# Goran Gogić
Goran Gogić (en serbio: Горан Гогић; Vrbas, 24 de abril de 1986 - Qingdao, 3 de julio de 2015) fue un futbolista serbio que jugaba en la demarcación de centrocampista.

## Biografía
Tras formarse en la cantera del Estrella Roja de Belgrado, debutó como futbolista en 2004 con el FK Jedinstvo Ub, equipo que le fichó en el mercado de verano. Jugó durante dos años en el club, haciendo un total de dos goles en cincuenta partidos que disputó. También jugó en el FK Čukarički Stankom, FK Napredak Kruševac y en el FK Javor Ivanjica antes de fichar por el FK Jagodina, equipo con el que disputó la final y ganó la Copa de Serbia en 2013. En agosto de 2013 fichó por el Estrella Roja de Belgrado. Con el club ganó la Superliga de Serbia en la edición de 2014. Finalmente, cuando finalizó la temporada, fichó por el Qingdao Hainiu FC, último equipo con el que jugó.
Falleció el 3 de julio de 2015 en Qingdao, tras desplomarse en mitad de un entrenamiento con el Qingdao Hainiu.

## Clubes
| Club                      | País   | Año         | Partidos | Goles |
| ------------------------- | ------ | ----------- | -------- | ----- |
| FK Jedinstvo UB           | Serbia | 2004 - 2006 | 50       | 2     |
| FK Čukarički Stankom      | Serbia | 2006 - 2007 | 20       | 2     |
| FK Napredak Kruševac      | Serbia | 2007 - 2009 | 45       | 2     |
| FK Javor Ivanjica         | Serbia | 2009 - 2010 | 41       | 2     |
| FK Jagodina               | Serbia | 2011 - 2013 | 54       | 5     |
| Estrella Roja de Belgrado | Serbia | 2013 - 2014 | 27       | 1     |
| Qingdao Hainiu FC         | China  | 2014 - 2015 | 15       | 1     |

## Palmarés

### Campeonatos nacionales
| Título              | Club                      | País   | Año  |
| ------------------- | ------------------------- | ------ | ---- |
| Copa de Serbia      | FK Jagodina               | Serbia | 2013 |
| Superliga de Serbia | Estrella Roja de Belgrado | Serbia | 2014 |